# Luftfahrzeugklasse
Luftfahrzeugklassen oder Luftfahrzeugkategorien dienen dazu, Luftfahrzeuge nach ihrer Konstruktions- und Funktionsweise zu gruppieren. Sie sind Grundlage für Gesetze und Vorschriften im Luftfahrtrecht.

## Multinationale Regelungen

### Internationale Zivilluftfahrtorganisation
Die Internationale Zivilluftfahrtorganisation (ICAO von englisch International Civil Aviation Organization) ist eine Sonderorganisation der Vereinten Nationen. Annex 1 zur Konvention der ICAO gliedert die Luftfahrzeuge in folgende Kategorien und Klassen:
- Flugzeuge
  - Einmotoriges Landflugzeuge
  - Mehrmotorige Landflugzeuge
  - Einmotorige Wasserflugzeuge
  - Mehrmotorige Wasserflugzeuge
- Drehflügler
- Luftschiffe
- Freiballone
- Segelflugzeuge
- Luftfahrzeuge mit vertikaler Start- und Landefähigkeit

## Nationale Regelungen

### Deutschland
§ 1 Abs. 2 des deutschen Luftverkehrsgesetzes (LuftVG) definiert den Begriff Luftfahrzeug für die weitere Verwendung im deutschen Luftrecht durch eine Listung von Hauptgruppen. Umgekehrt ist somit jedes einzelne Luftfahrzeug nach deutschem Recht eindeutig einer dieser Luftfahrzeugklassen zuzuordnen:
1. Flugzeuge
2. Drehflügler
3. Luftschiffe
4. Segelflugzeuge
5. Motorsegler
6. Freiballone und Fesselballone
7. (weggefallen) (In früheren Fassungen des LuftVG stand hier „Drachen“)
8. Rettungsfallschirme
9. Flugmodelle
10. Luftsportgeräte
11. sonstige für die Benutzung des Luftraums bestimmte Geräte, sofern sie in Höhen von mehr als dreißig Metern über Grund oder Wasser betrieben werden können.

Raumfahrzeuge, Raketen und ähnliche Flugkörper gelten als Luftfahrzeuge, solange sie sich im Luftraum befinden. Ebenfalls als Luftfahrzeuge gelten unbemannte Fluggeräte einschließlich ihrer Kontrollstation, die nicht zu Zwecken des Sports oder der Freizeitgestaltung betrieben werden (unbemannte Luftfahrtsysteme).

### Schweiz
In der Schweiz werden Luftfahrzeuge in folgende Luftfahrzeugkategorien eingeordnet:
- leichter als Luft
  - ohne motorischen Antrieb
    - Ballone
      - Freiballone
      - Fesselballone

  - mit motorischem Antrieb
    - Luftschiffe
- schwerer als Luft
  - ohne motorischen Antrieb
    - Hängegleiter
      - Delta
      - Gleitschirme

    - Fallschirme
    - Drachen
    - Drachenfallschirme
    - Segelflugzeuge
    - Motorsegler

  - mit motorischem Antrieb
    - Motorsegler
    - Flugzeuge
    - Drehflügler
      - Tragschrauber
      - Hubschrauber

Raketen, Geschosse, Raketenrucksäcke usw. gelten in der Schweiz nicht als Luftfahrzeuge, sondern als Flugkörper. Luftfahrzeuge und Flugkörper sind jeweils Untergruppen der Fluggeräte. Auch Luftkissenfahrzeuge sind keine Luftfahrzeuge.

### Österreich
Für Österreich werden in der Zivilluftfahrzeug- und Luftfahrtgerät-Verordnung (ZLLV) Arten von Luftfahrzeugen definiert:
- Luftfahrzeuge schwerer als Luft mit eigenem Antrieb
  - Flugzeuge
  - Hubschrauber
  - eigenstartfähige Motorsegler
  - Ultraleichtluftfahrzeuge (Flugzeuge, Hubschrauber, Motorgleitschirme über 120 kg Leermasse und Tragschrauber gemäß Verordnung (EG) Nr. 216/2008 (EASA-Grundverordnung))
  - motorisierte Hängegleiter unter 120 kg Leermasse
  - motorisierte Paragleiter unter 120 kg Leermasse
  - sonstige
- Luftfahrzeuge schwerer als Luft, vorwiegend ohne eigenen Antrieb
  - Segelflugzeuge einschließlich nicht eigenstartfähiger Motorsegler,
  - Fallschirme
  - Hängegleiter
  - Paragleiter
  - sonstige
- Luftfahrzeuge leichter als Luft mit eigenem Antrieb
  - Luftschiffe
    - Gas-Luftschiffe
    - Heißluft-Luftschiffe

  - sonstige
- Luftfahrzeuge leichter als Luft ohne eigenen Antrieb
  - Freiballone
    - Gas-Ballone
    - Heißluft-Ballone

  - sonstige
- unbemannte Luftfahrzeuge (UAV)

### Vereinigte Staaten
In den Regelungen der Vereinigten Staaten werden die Luftfahrzeuge nach Gesichtspunkten der Musterzulassung und Lizenzierung von Piloten in Kategorien und Klassen eingeteilt.
Bei der Lizenzierung von Piloten werden folgende Berechtigungen für Kategorien und Klassenberechtigung ausgestellt:
- Flugzeuge
  - Einmotoriges Landflugzeuge
  - Mehrmotorige Landflugzeuge
  - Einmotorige Wasserflugzeuge
  - Mehrmotorige Wasserflugzeuge
- Drehflügler
  - Hubschrauber
  - Tragschrauber
- Segelflugzeuge
- Luftfahrzeuge mit vertikaler Start- und Landefähigkeit
- Leichter als Luft
  - Ballone
  - Luftschiffe
- Motorschirm
  - Motorschirm – Land
  - Motorschirm – See
- Gewichtskraftgesteuertes Luftfahrzeug
  - Gewichtskraftgesteuertes Luftfahrzeug – Land
  - Gewichtskraftgesteuertes Luftfahrzeug – See

Für große Flugzeuge über 12.500 lbs und für Flugzeuge mit Turbinenabtrieb gibt es keine Klassenberechtigung, sondern es ist eine Musterberechtigung zu erwerben.
Im Bereich der Musterzulassung gibt es folgende Luftfahrzeugkategorien:
- Standard-Zulassung unter der Kategorie normal, utility, acrobatic, commuter, transport und zusätzlich manned free balloon und special class of aircraft.
- Spezielle Zulassungen unter der Kategorie primary, restricted, limited, light-sport, zusätzlich provisional airworthiness certificates, special flight permits und experimental certificates.